# Luca Antonio Virili

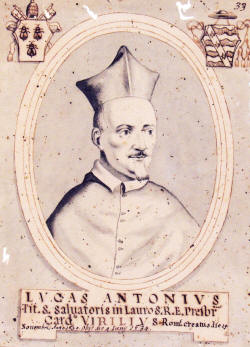
Luca Antonio Kardinal Virili

Luca Antonio Virili (* 1569 in Rom; † 4. Juni 1634 ebendort) war ein italienischer Kardinal.

## Biografie
Virili stammt aus einer adligen Familie aus der Sabina und wurde 1569 in Rom als Sohn von Lelio Virili, einem römischen Rechtsanwalt, und Sigismonda Prati geboren.
Er studierte an der Universität von Siena, wo er 1590 in utroque iure, sowohl im kanonischen als auch im Zivilrecht, promoviert wurde.
Nach seiner Rückkehr nach Rom lernte er die römischen Kurie im Umfeld des Dekans der Heiligen Römischen Rota, Francesco Pegna, kennen. Papst Paul V. ernannte ihn zum zivilen Stellvertreter des Auditors der Apostolischen Kammer, dem zukünftigen Kardinal Giandomenico Spinola. Von Papst Gregor XV. wurde er zum Vorsteher des päpstlichen Haushalts ernannt. Später wurde er Kammermeister von Kardinal Antonio Barberini und Sekretär der Gedenkstätten. Von August bis September 1624 wurde er als Kommissär des Heiligen Stuhls zum Herzog von Urbino gesandt. Am 22. Juni 1626 erfolgte seine Ernennung zum Richter an der Heiligen Römischen Rota. Er war auch Vizepräfekt des Tribunals der Apostolischen Signatur.
Papst Urban VIII. erhob ihn am 19. November 1629 im Konsistorium in den Rang eines Kardinals. Am 17. Dezember 1626 erhielt er den roten Hut und die Titelkirche von San Salvatore in Lauro.
Kardinal Virili starb am 4. Juni 1634 im Alter von 65 Jahren in seiner römischen Residenz. Seine Beisetzung erfolgte in der Kirche SS Trinità al Monte Pincio in Rom.